# Baudenkmale in der Landauer Straße (Berlin-Wilmersdorf)
Der Wohngebäudekomplex Landauer Straße 2, 3, 4, 5, 6, 7, 10 und 12 in Berlin-Wilmersdorf ist ein Kulturdenkmal, das in den 1910er Jahren erbaut wurde. Weil zwischen der Baufluchtlinie und dem Straßenraum Platz für einen schmalen terrassenförmigen Grünstreifen blieb, heißen die Häuser hier auch Terrassenhäuser.

## Geschichte
Zu den ersten nach den erleichterten Bauvorschriften (Aufhebung des Zwangs zu einem Bauwich) entstandenen Bauten in der zur Bauzeit selbstständigen Gemeinde Deutsch-Wilmersdorf gehören die Wohnhäuser in der Landauer Straße und am Rüdesheimer Platz. Sie sind Teil eines zusammenhängenden Wohntraktes in der Landauer Straße, gehen aber auf Entwürfe mehrerer Architekten zurück. Alle Bauten mussten einheitlichen Vorgaben bezogen auf Bauhöhe, Anzahl der Etagen und Dachausführungen entsprechen. Für die gesamte Bebauung hatte sich besonders der Kaufmann Salomon Haberland und sein Sohn Ernst Haberland engagiert.
Das Adressbuch des Jahres 1910 führt zwar die Landauer Straße bereits auf, sie enthält aber den Hinweis „unbebaut“.
Die Bauentwürfe stammen von mehreren Architekten: Leberecht Thon (Nr. 4, 6, 12), Paul Jatzow (Nr. 2, 5), Albert Lorenz (Nr. 3), Victor Wolf (Nr. 7) und Bernhard Wilhelm (Nr. 10); an der Bauausführung war u. a. der Maurermeister Friedrich Reimer beteiligt. Bauinitiator war die Berliner Bodengesellschaft mit ihrer Tochtergesellschaft Berlin-Südwest. So gibt das Adressbuch von 1915 folgende Details:
- Haus 1 – Eigentümer Hausbau GmbH, als Verwalter wird ein Architekt Kurt Grünberg[13] genannt,
- Haus 2 – Eigentümer war ein adliger Bürger, Verwalter der Architekt Harry Blumann[14],
- Haus 3 – Eigentümer war ein Direktor, im Haus unter anderem ein Baumeister, ein Architekt, ein Oberleutnant,
- Haus 4 – Eigentümer ein Direktor aus Charlottenburg, Bewohner „Gelehrte“, ein Kaufmann, Mediziner, mehrere Direktoren
- Haus 5 – Eigentümer Maurermeister Reimer aus Berlin, Mitbewohner war hier u. a. ein Geheimer Regierungsrat
- Haus 6 – Eigentümer Berliner Bodengesellschaft, Bewohner mehrere Kaufleute
- Haus 7 – Eigentümerin Frau K. Wolf
- Haus 10 – Eigentümer Architekt Alfred Wilhelm[15]; Kaufleute, ein Schauspieler, ein Bankbeamter waren u. a. Mieter
- Haus 12 – gehörte dem Kommerzienrat G. Haberland, der eine Portiersfrau als Verwalterin eingesetzt hatte.

Bis zum Jahr 1930 haben sich etliche Änderungen vollzogen, aber alle Häuser sind und waren weiterhin gut vermietet.
- Die Häuser 1 und 2 befanden sich nun im Eigentum der Leipziger Lebensversicherungsgesellschaft, die von einem einzigen Verwalter gemanagt wurden.
- Die Häuser 3, 4, 5, 6, 7 und 10 waren in Privatbesitz, für Nr. 4 wird sogar ein Direktor aus dem Ausland genannt.
- Haus 12 war im Eigentum eines Regierungsrats.

In der NS-Zeit führte die Entrechtung jüdischer Mitmenschen zu deren Vertreibung oder zu ihrem Tod. An diese Bewohner der genannten Häuser erinnern seit dem 21. Jahrhundert mehrere Stolpersteine vor den entsprechenden Häusern:

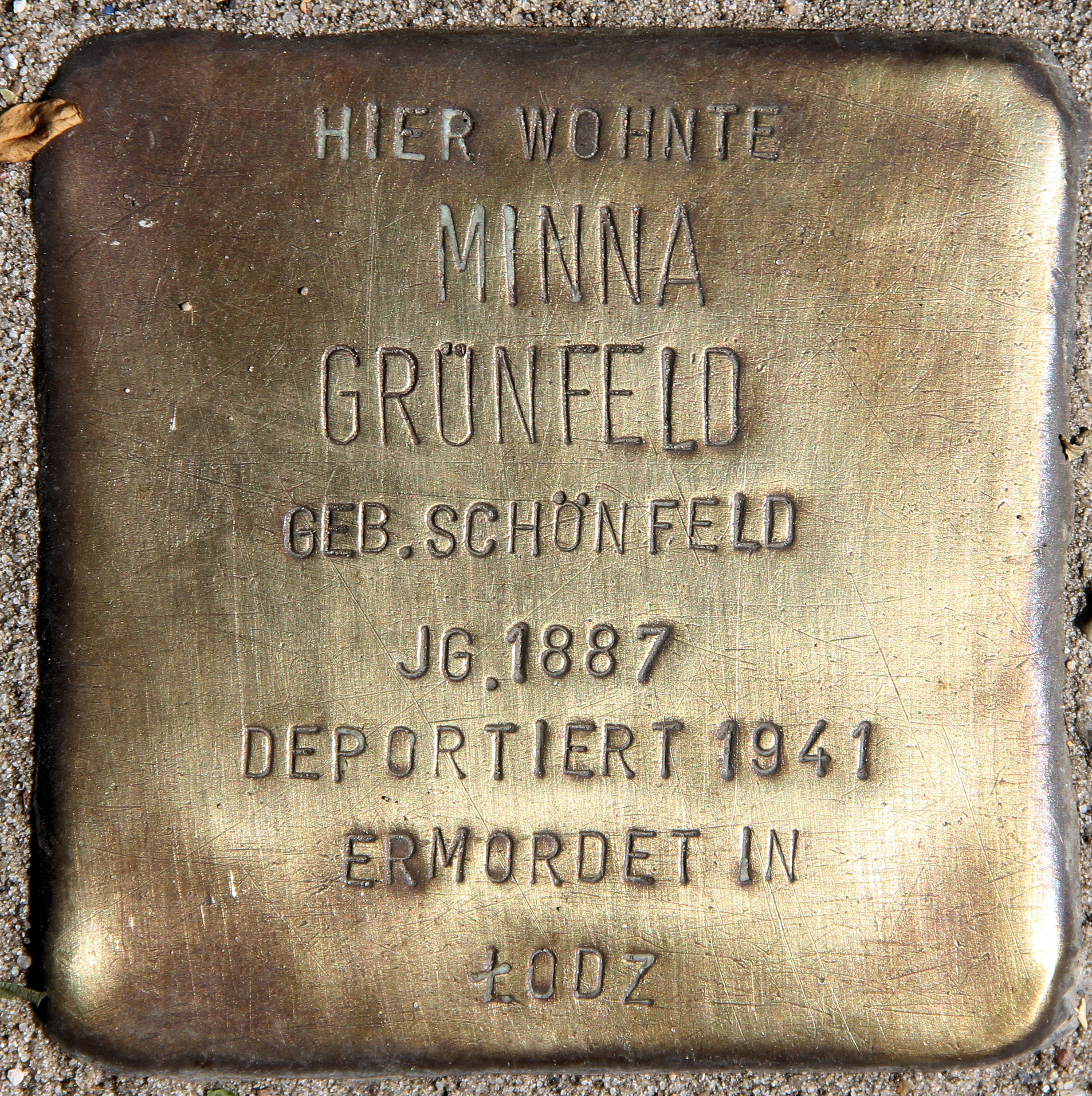
Stolperstein vor Haus 3 für Minna Grünfeld
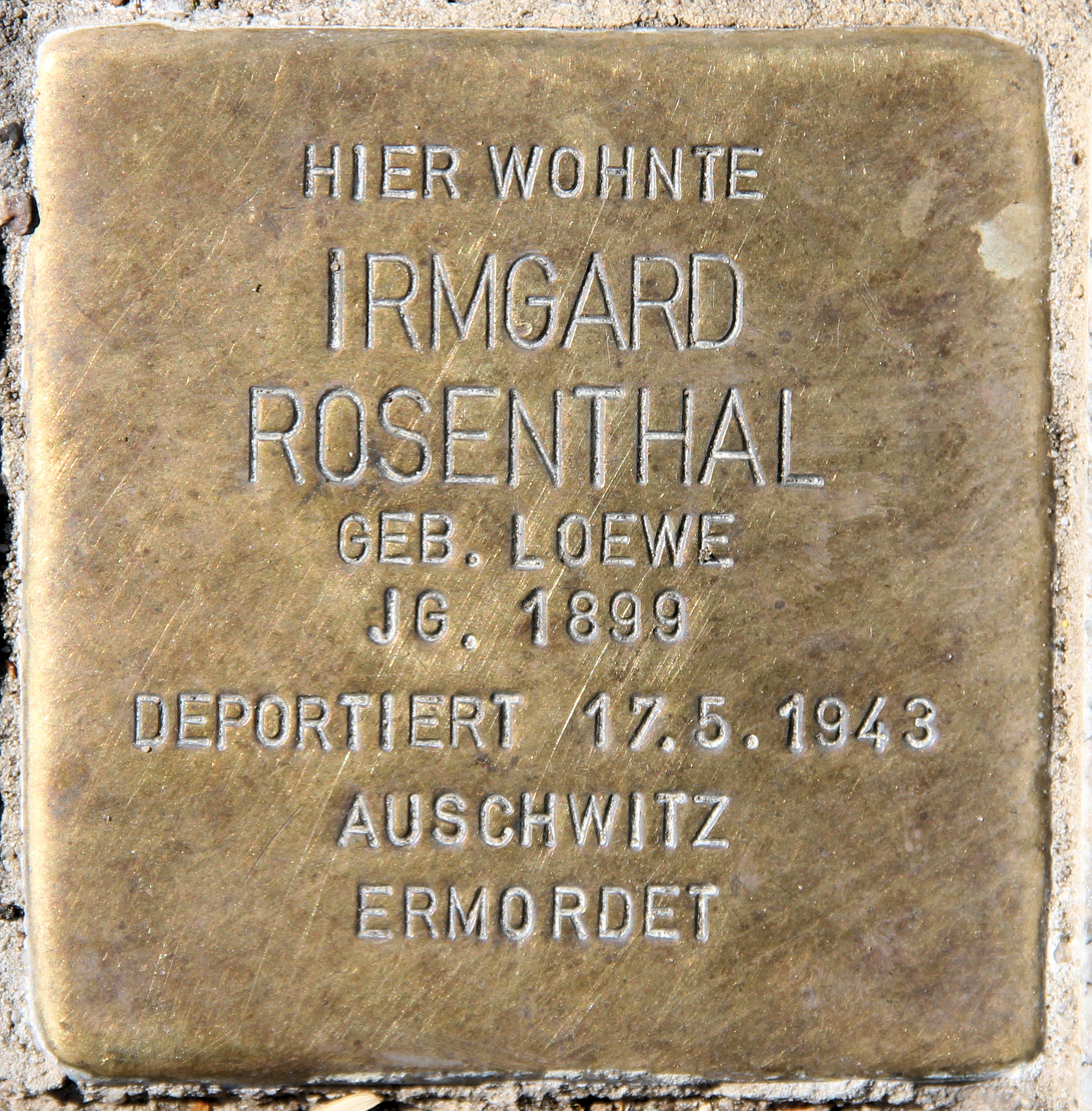
Stolperstein vor Haus 11 für Irmgard Rosenthal
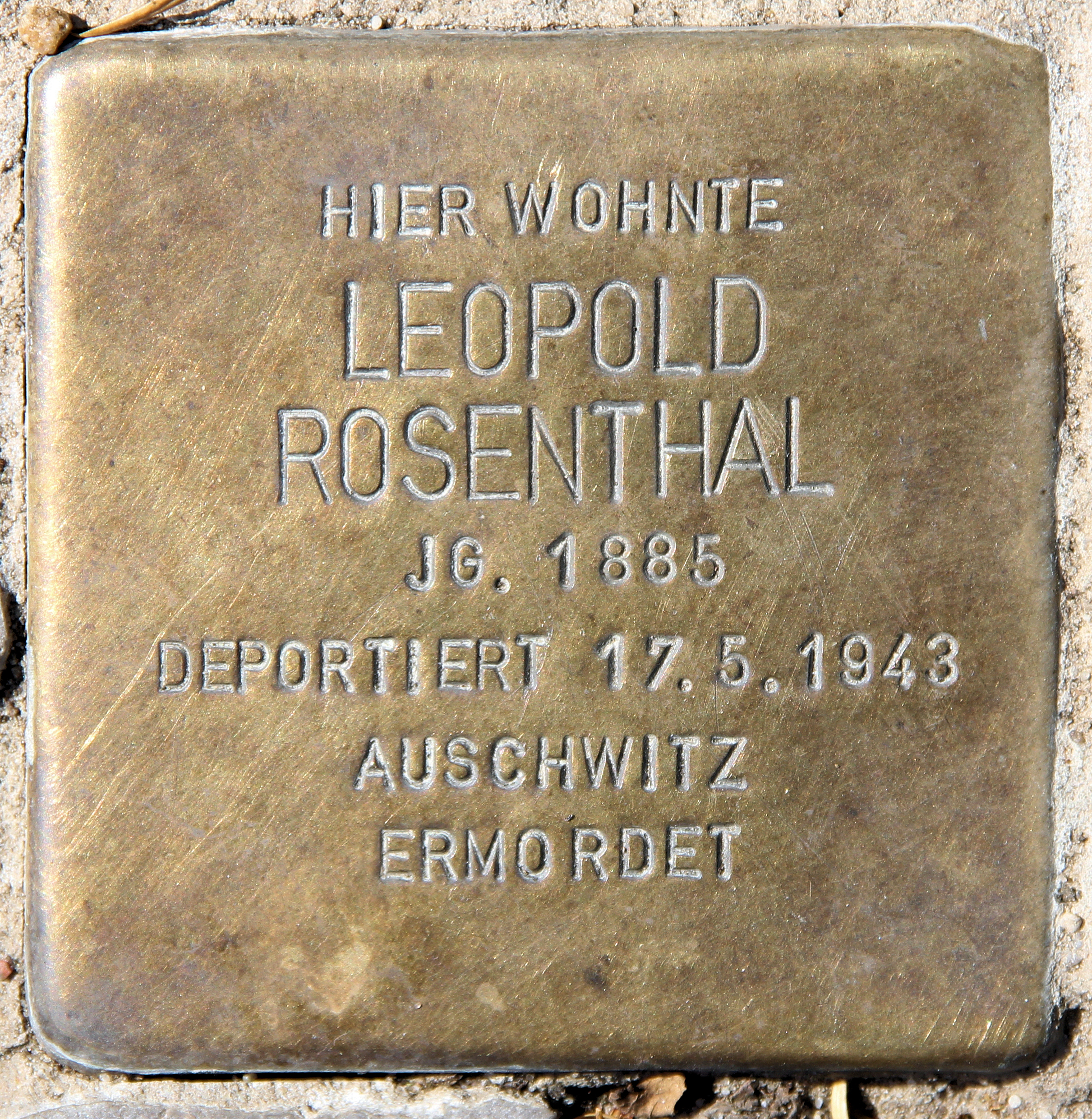
Stolperstein vor Haus 11 für Leopold Rosenthal
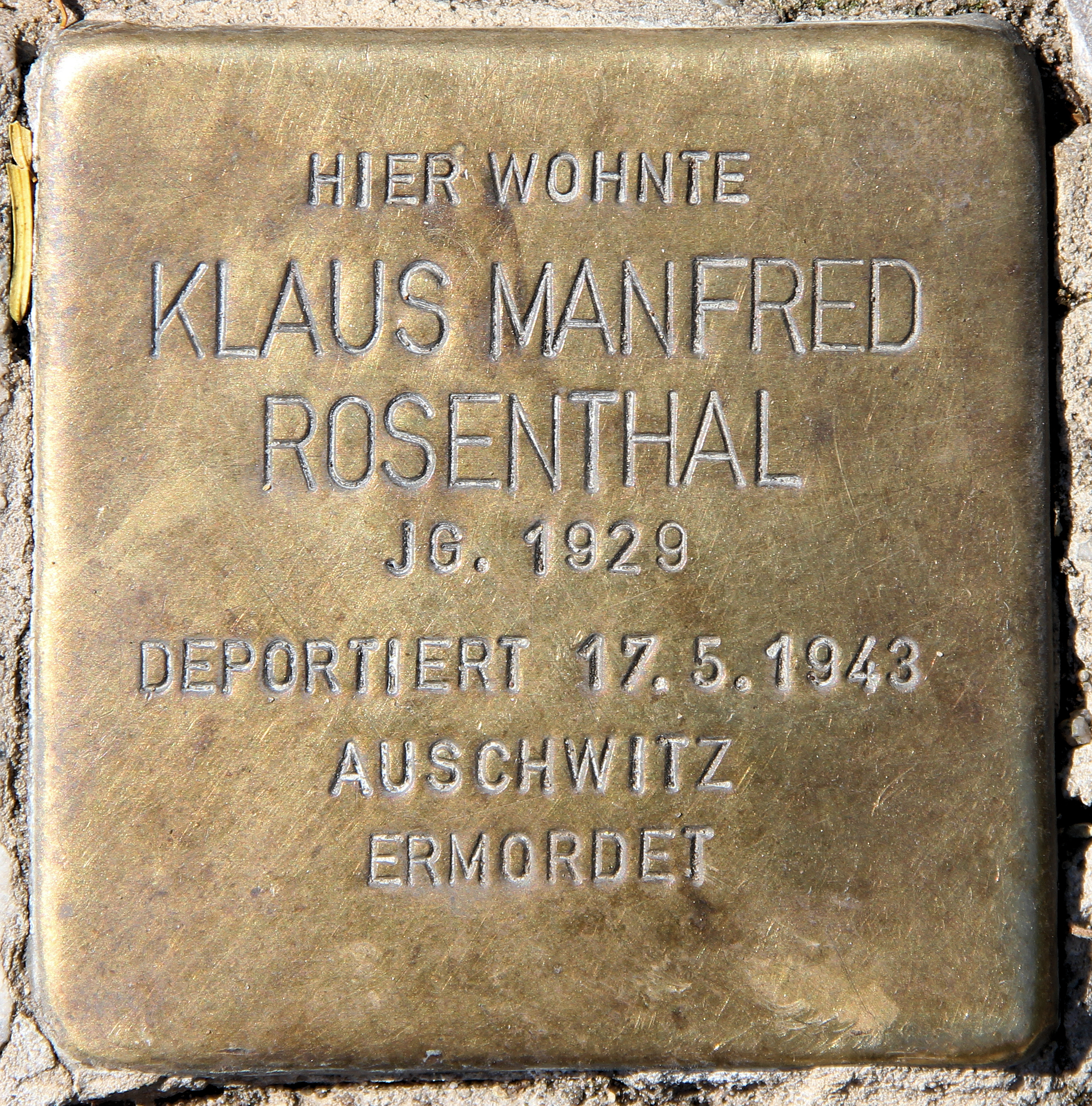
Stolperstein vor Haus 11 für Klaus-Manfred Rosenthal
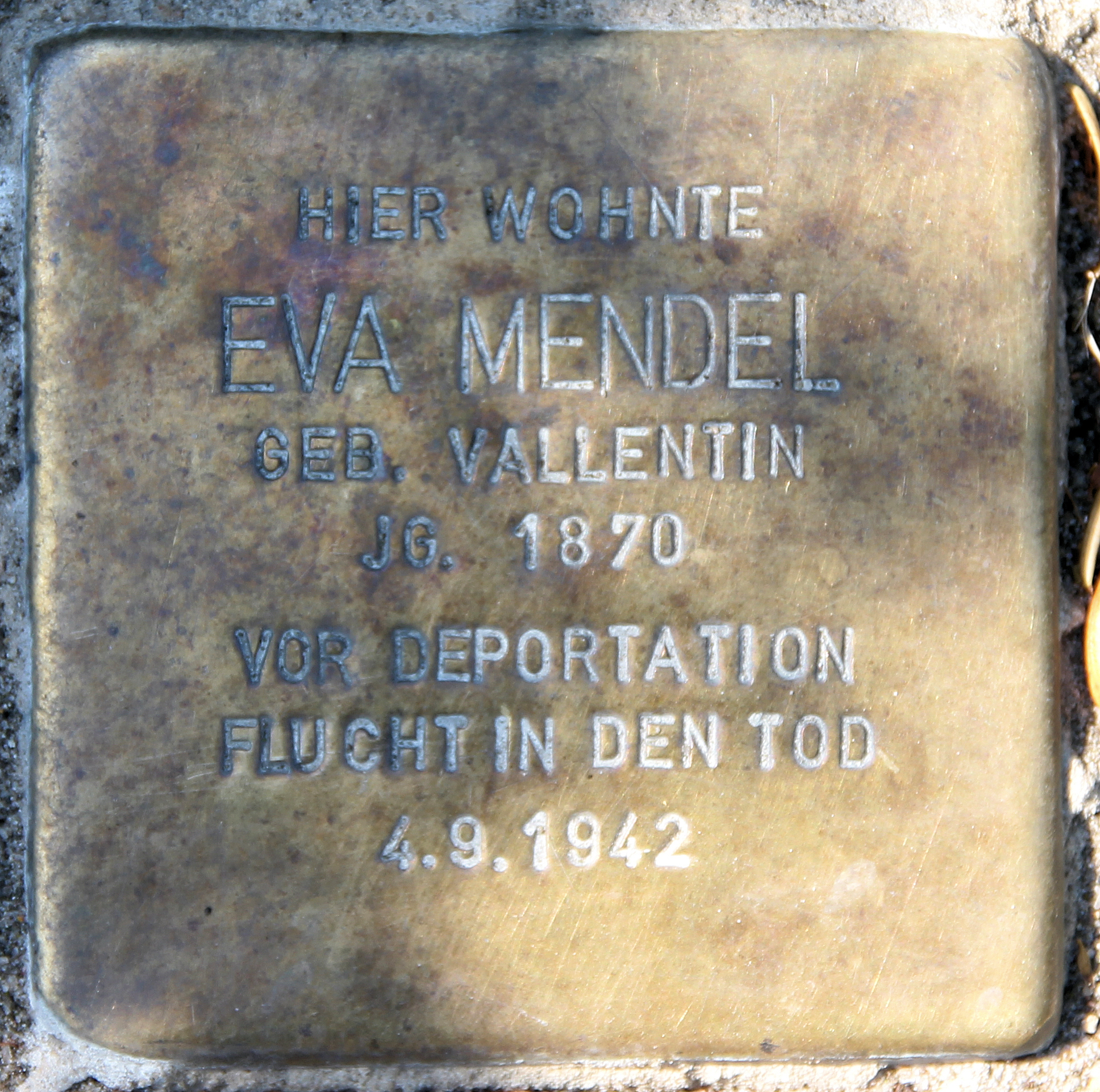
Stolperstein vor Haus 11 für Eva Mendel
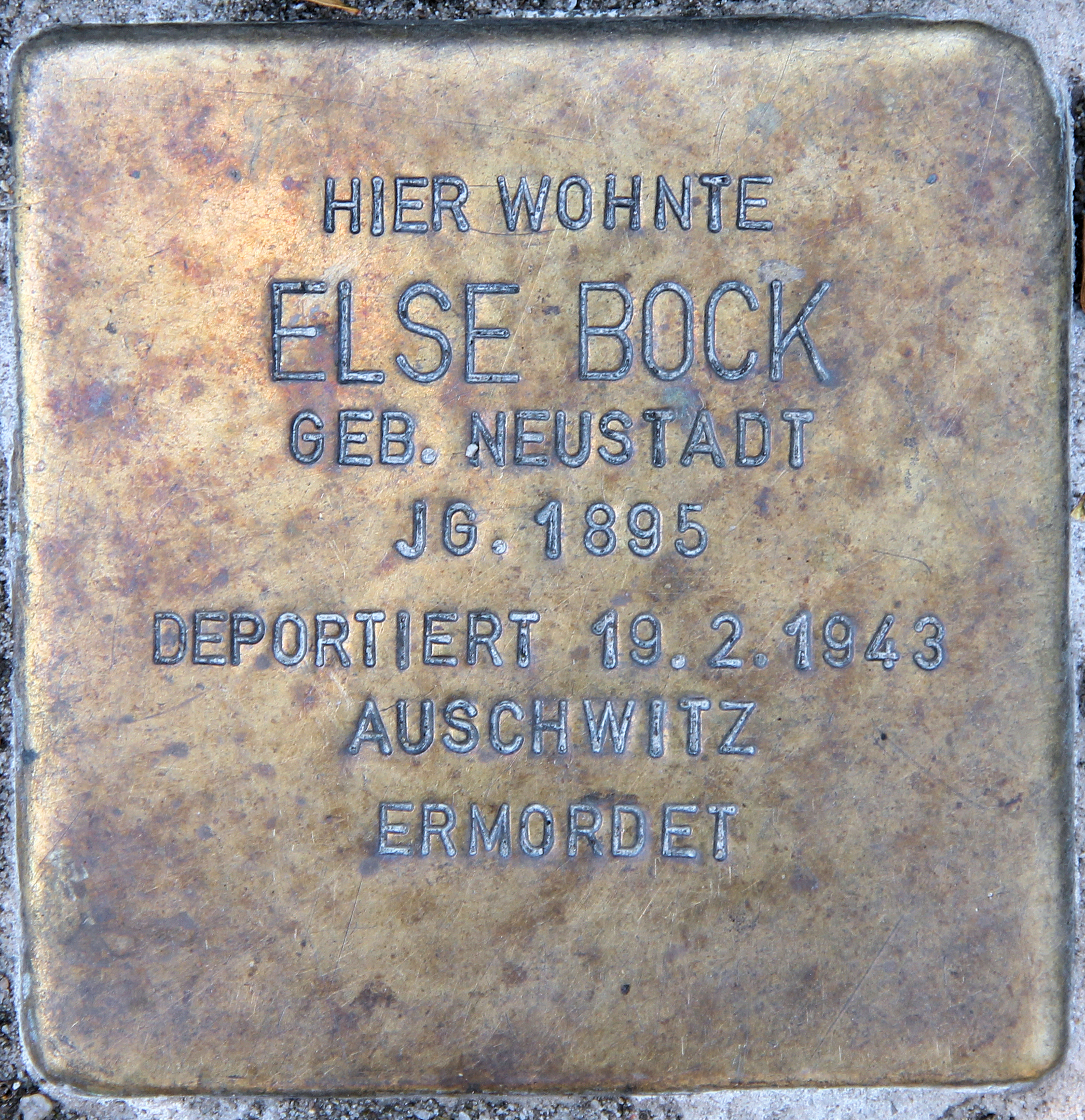
Stolperstein vor Haus 11 für Else Block
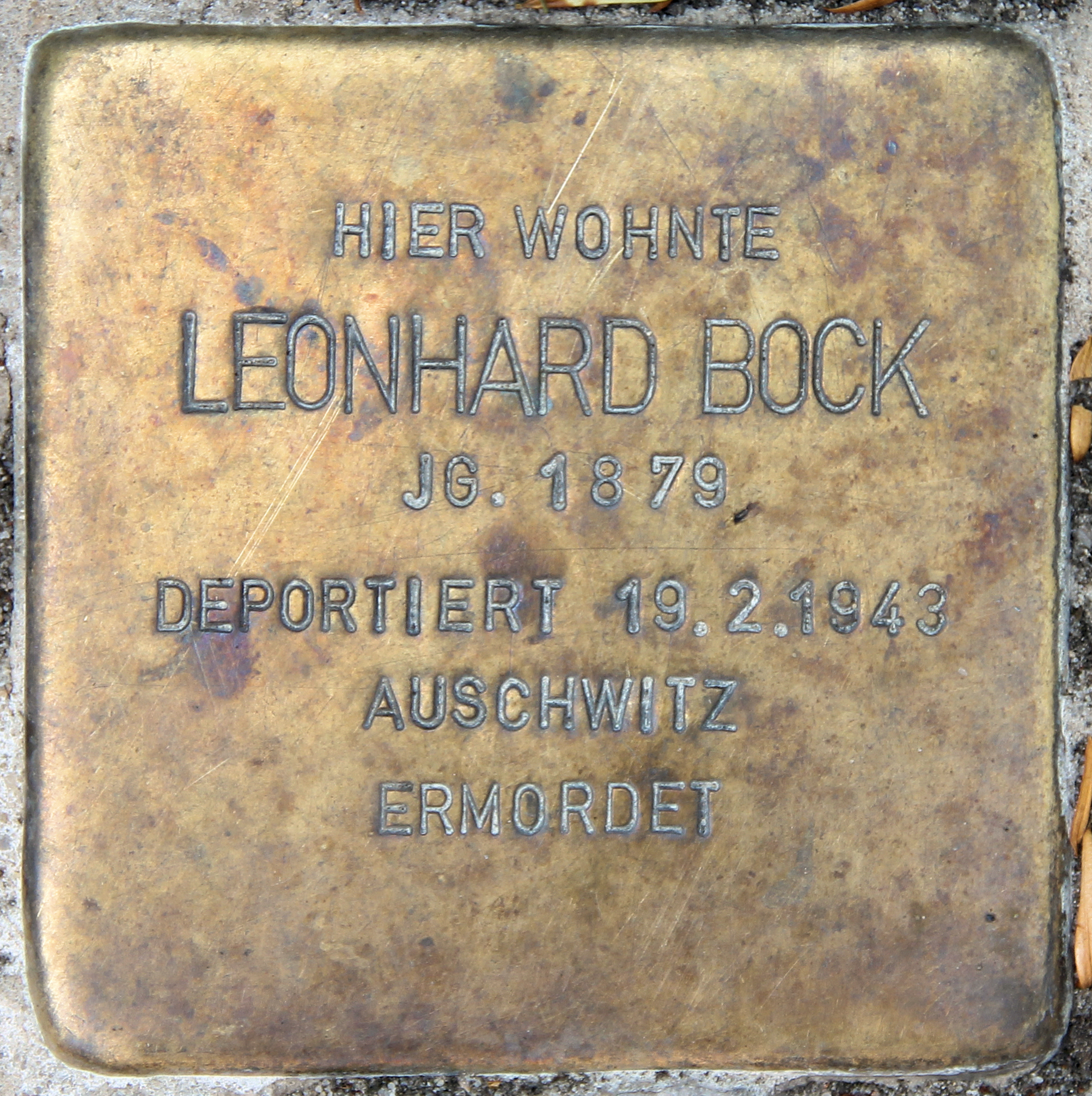
Stolperstein vor Haus 11 für Leonard Bock
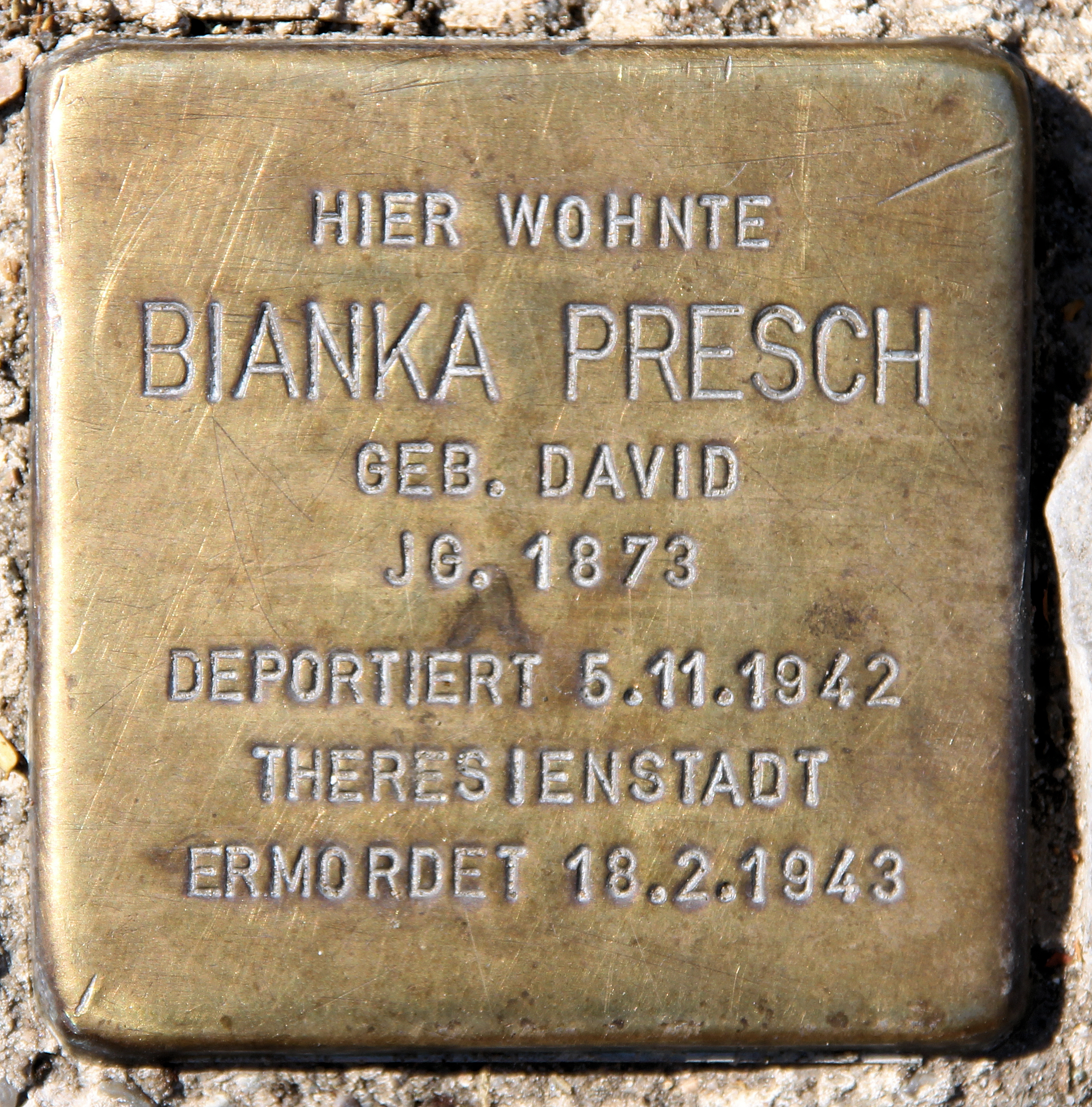
Stolperstein vor Haus 12 für Bianka Presch
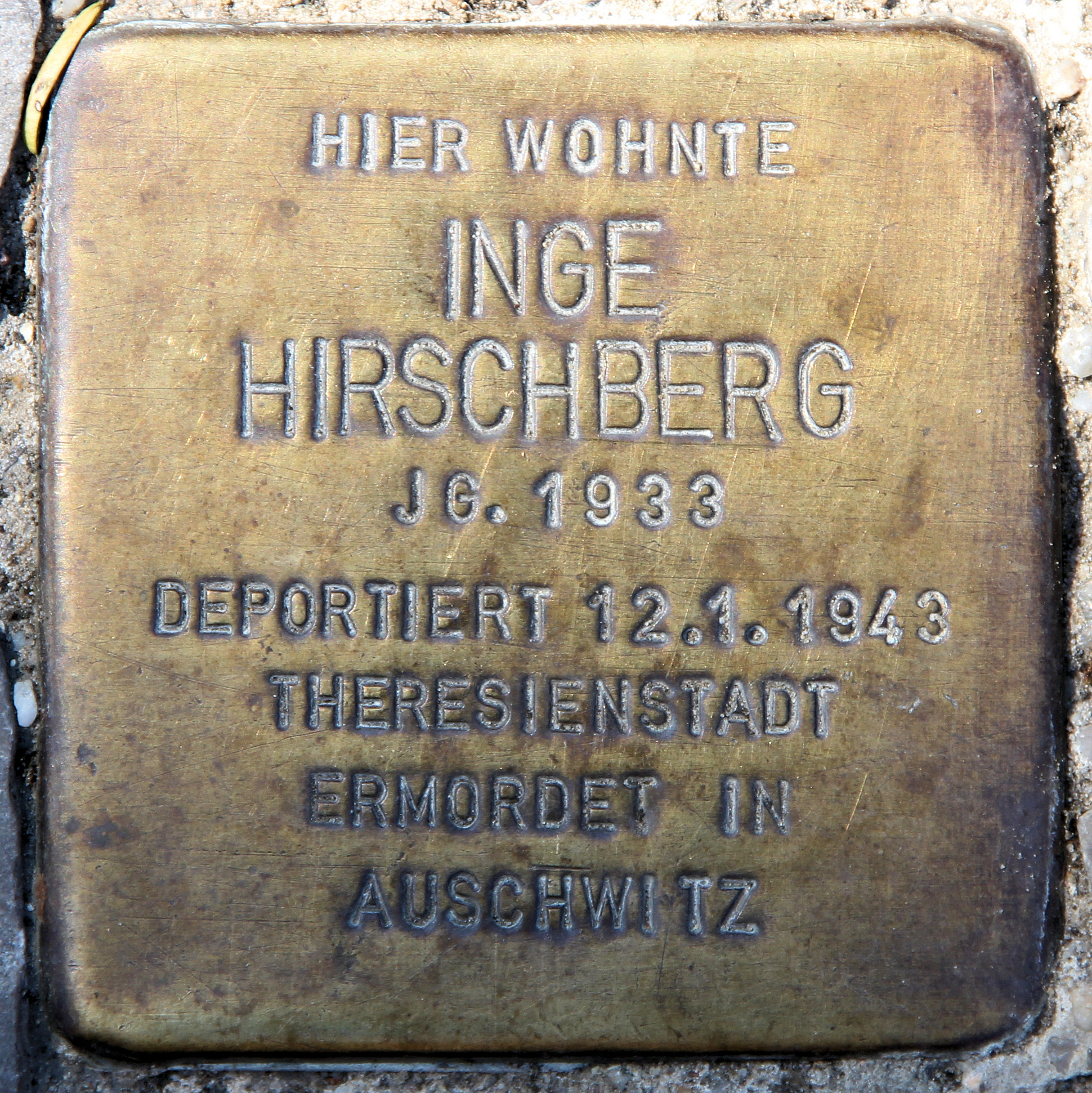
Stolperstein vor Haus 12 für Inge Hirschberg
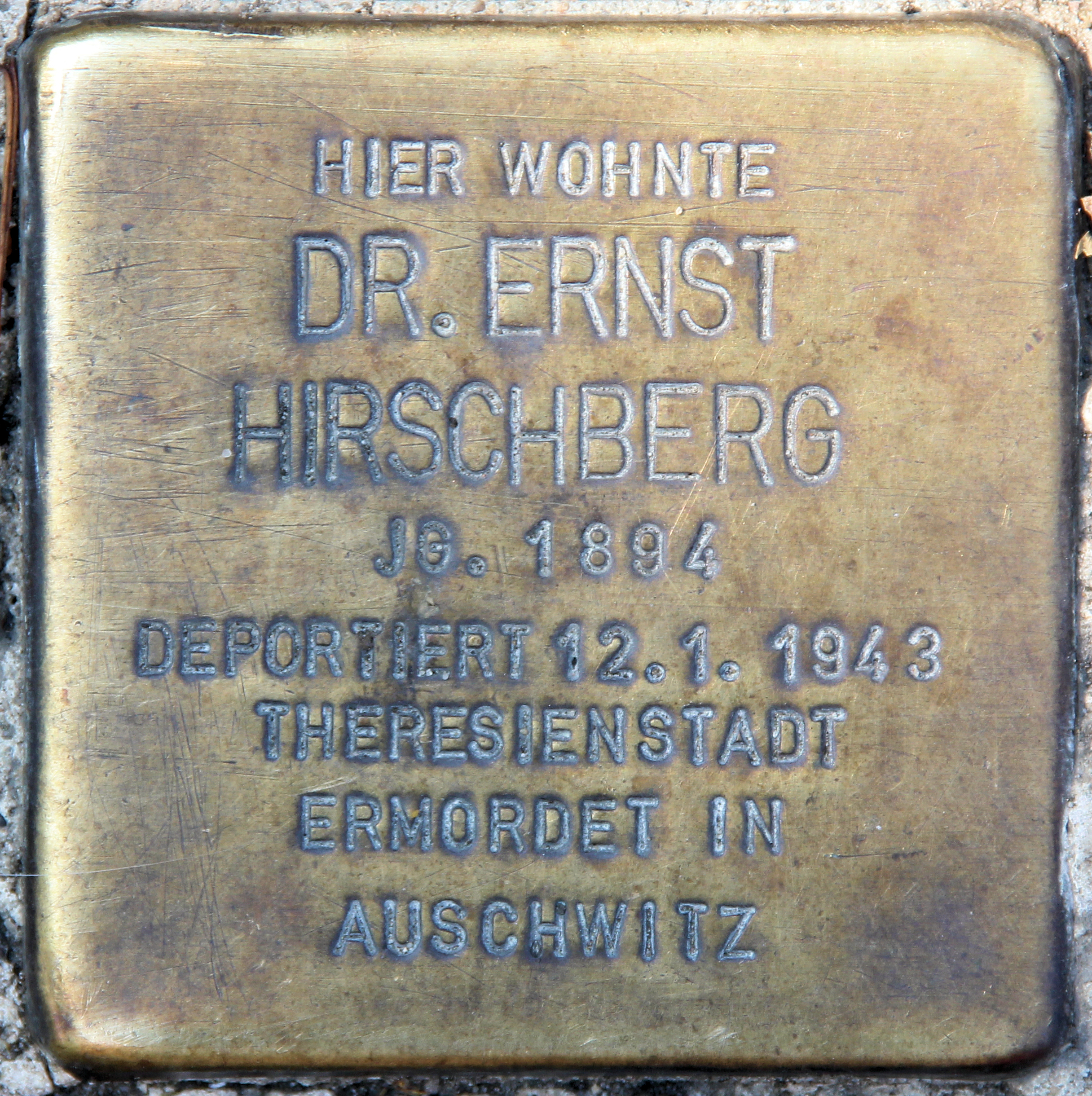
Stolperstein vor Haus 12 für Ernst Hirschberg
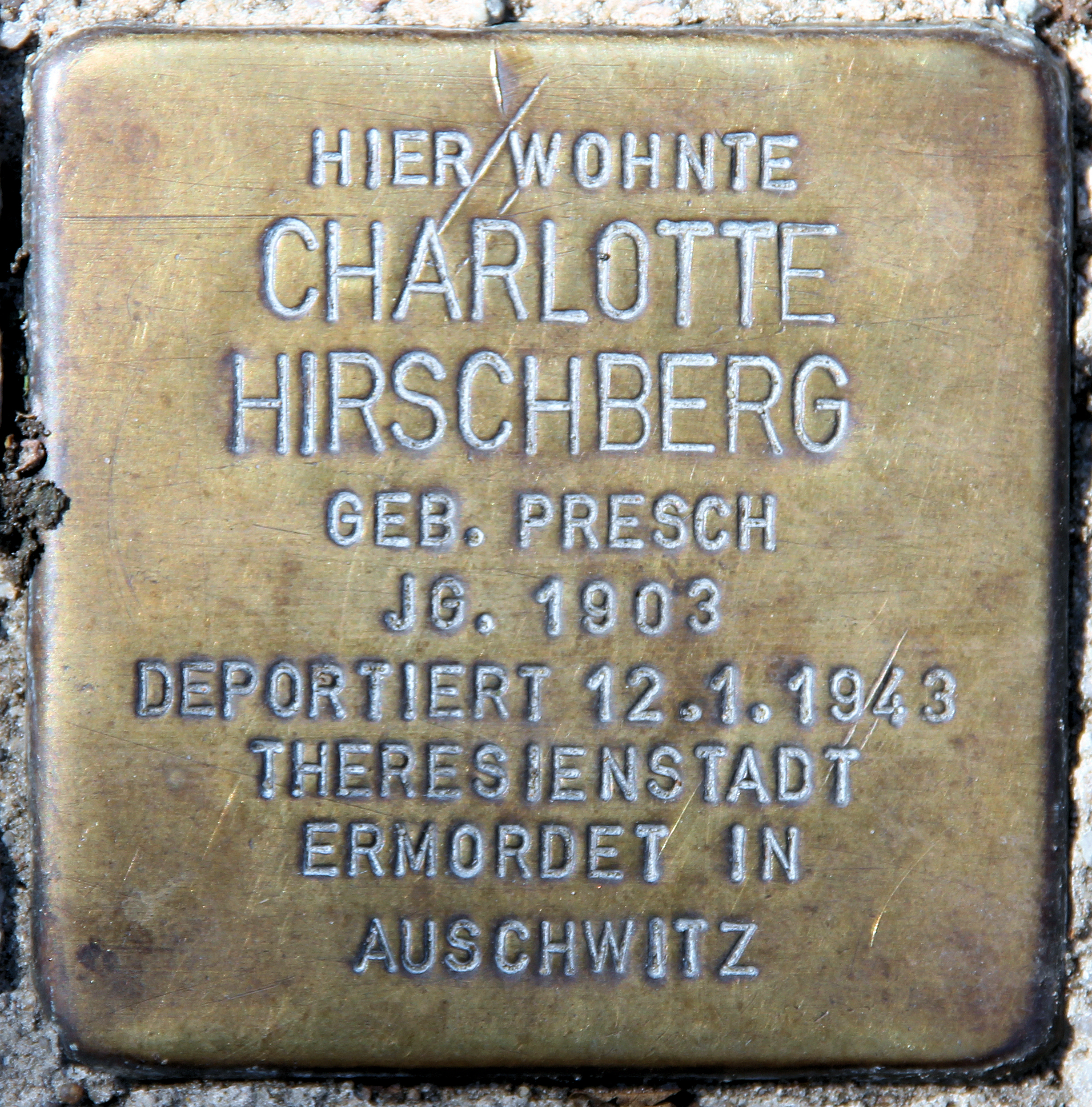
Stolperstein vor Haus 12 für Charlotte Hirschberg

So bekamen vor 1945 die Häuser teilweise neue Eigentümer, darunter muss auch die Alte Leipziger genannt werden, die sich zu den Häusern 1 und 2 noch das Haus 5 hinzukaufte.
In den 2020er Jahren sind die Häuser gut erhalten und gut bewohnt. Sie zählen zu den gefragten Wohnadressen im Ortsteil Wilmersdorf.

## Architektur

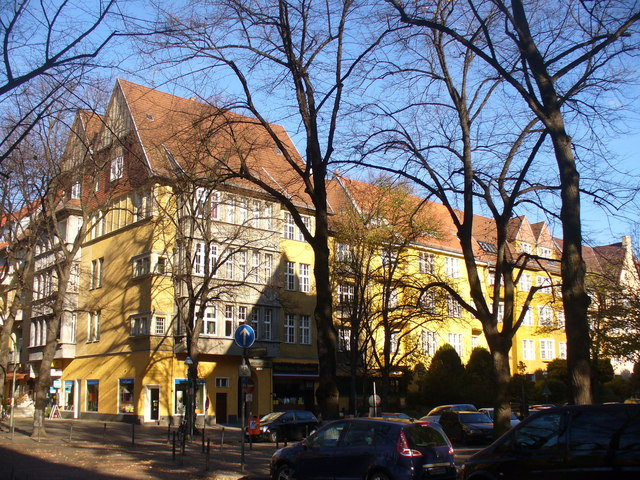
Kleiner Gesamteindruck des Bauensembles

Die Mietshäuser Landauer Straße sind durchweg viergeschossige Putzbauten mit steilen Walmdächern, die mit roten oder dunklen Dachziegeln gedeckt sind. Alle Bauten erhielten straßenseitig Bauschmuck mit zum gelben Mörtelputz kontrastierenden Holzbalken, die an Fachwerkhäuser erinnern. Trotzdem sehen sie nicht einheitlich aus, weil die Elemente an verschiedenen Stellen eingesetzt wurden, beispielsweise im Giebeldreieck, auch an kleinen Dachaufbauten. Die Balkons wechseln mit Erkern ab und sie erhielten eine prismatische Form. Besonders auffällig ist am Haus Nummer 5 ein außen senkrecht geführtes Bauteil vom vierten Stock bis über den Dachfirst hinausreichend. Ob das nur Zier oder eine Umbauung der Schornsteine darstellte, ist äußerlich nicht erkennbar.